# Christus-Johannesgroep
De Christus-Johannesgroep, ook wel bekend als de "Innige Jezus", is een gotisch gepolychromeerde sculptuur uit notelaar uit Zwitserland, bewaard in het Museum Mayer van den Bergh te Antwerpen.
Het beeld is toegeschreven aan meester-beeldhouwer Heinrich von Konstanz, ca. 1280-1290, en verbeeldt de "Johannes-Minne". Conform de iconografie beeldt dit Jezus met Zijn favoriete apostel Johannes, die zijn hoofd laat rusten op Christus' borst.
Het beeld werd aangekocht door ridder Fritz Mayer van den Bergh, en in zijn collectie toegevoegd. Het beeld wordt beschouwd als een Vlaams topstuk: het werd in 2023 tentoongesteld in het MAS in de tentoonstelling Zeldzaam & Onmisbaar.

## Galerij

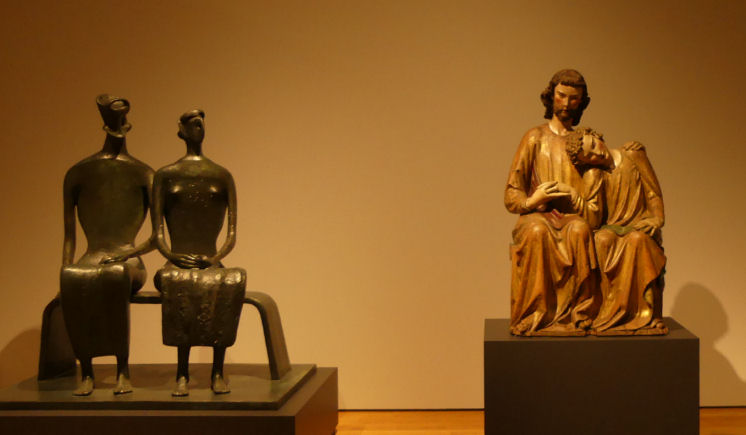
Het beeld, rechts, in het MAS (2023).
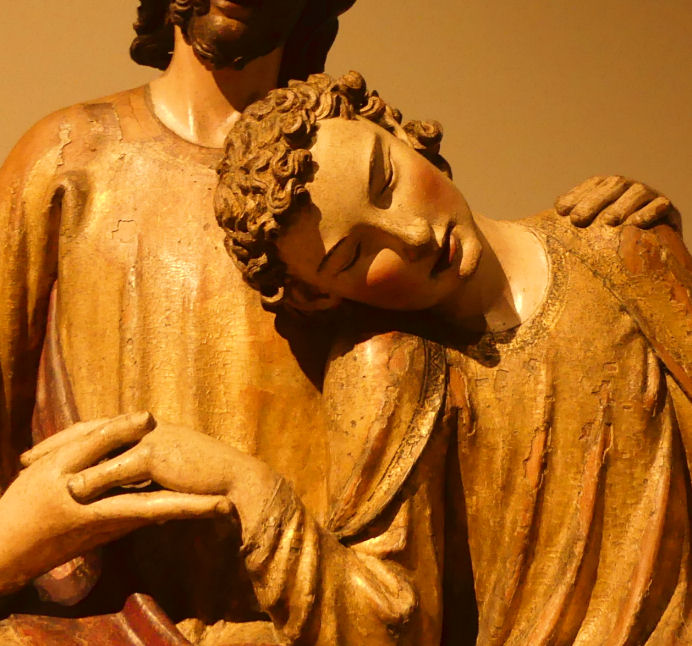
Johannes